# Veronika Borovková
Veronika Borovková, přezdívka Supice (* 8. dubna 1972) je harmonikářka skupiny Tři sestry. Je rozvedená.
Ve skupině Tři sestry působí od roku 1996. Je jedinou ženou kapely, patří mezi pilíře souboru a pyšní se i několika pěveckými vstupy. Nezapomenutelný je DeDeRon, Venda nebo Rendlík.